# KK Metalac Valjevo
Der Košarkaški klub Metalac ist ein Basketballverein aus Valjevo im Okrug Kolubara. Die 1948 gegründete Herrenmannschaft des Vereins spielte bereits in den 1970er Jahren innerhalb des ehemaligen Jugoslawiens erstklassig. Erst nach der Trennung von Serbien und Montenegro konnte die Mannschaft diesen Status innerhalb Serbiens 2007 wiedererlangen. Seit 2014 spielt die Mannschaft zudem in der supranationalen Adriatischen Basketballliga (ABA-Liga), die an die frühere jugoslawische Liga anknüpft. Aus Sponsoring-Gründen firmiert die Mannschaft derzeit als KK Metalac Farmakom.

## Geschichte
Die Mannschaft wurde 1948 als KK Budućnost gegründet und nahm ihren Namen Metalac erst sechs Jahre später an. Nachdem die Mannschaft sich innerhalb Serbiens bereits in regionale Spielklassen emporgearbeitet hatte, wurde 1960 der Spielbetrieb zunächst eingestellt, bevor man in der untersten Spielklasse wieder anfing. Bereits 1973 konnte man dann den Aufstieg in die höchste nationale Spielklasse YUBA-Liga realisieren, der man sechs Jahre angehörte. Unter den 14 Mannschaften der höchsten Spielklasse Jugoslawien kam Metalac jedoch am Saisonende jeweils nicht über Platzierungen in der unteren Tabellenhälfte hinaus. Die beste Platzierung waren zwei neunte Plätze 1977 und 1978, bevor man ein Jahr später 1979 in einer um zwei auf zwölf Mannschaften reduzierten Liga als Vorletzter vorerst wieder abstieg. Nach der Aufspaltung Jugoslawiens gehörte die Mannschaft in der Saison 1993/94 kurzzeitig der unteren Spielhälfte der höchsten Spielklasse der Bundesrepublik Jugoslawien an. Als Neunter konnte man sich aber nicht für die folgende, wieder eingleisig geführte Spielzeit der höchsten Spielklasse qualifizieren. Obwohl die Spielklasse in den folgenden Jahren wieder erweitert wurde, gelang der Mannschaft des Vereins bis zur Unabhängigkeit Montenegros keine erneute Qualifikation für die höchste Spielklasse.
Nach der Unabhängigkeit Montenegro stieg Metalac zunächst 2007 aus einer regionalen Spielklasse in die zweithöchste Spielklasse 1B in Serbien auf. Bereits eine Saison später spielte man die Vorrunde der höchsten serbischen Spielklasse, die man als Dritter abschloss. Damit qualifizierte man sich für die Hauptrunde oder Superliga, an der auch die international in der ABA-Liga aktiven Mannschaften teilnahmen. Auf dem vierten Gruppenplatz 2009 verpasste man jedoch vorerst den Einzug in die Play-offs um die serbische Meisterschaft. Nach zwei sechsten Plätzen 2010 und 2011 in der Hauptrunde erreichte die Mannschaft 2012 auf dem elften Platz in der Vorrunde nur knapp den Klassenerhalt. Nach zwei weiteren sechsten Plätzen 2013 und 2014 erhielt die Mannschaft zur ABA-Liga 2014/15 als Ersatz für KK Radnički Kragujevac eine Wildcard zur Teilnahme an dem supranationalen Wettbewerb, der in der Nachfolge der früheren YUBA-Liga steht. Mit ausgeglichener Saisonbilanz erreichte Metalac bei seiner Premiere einen sechsten Platz, auf den ein elfter Platz in der ABA-Liga 2015/16 folgte. Die zweite ABA-Liga-Teilnahme hatte sich Metalac durch die Halbfinal-Niederlage gegen Serienmeister und Titelverteidiger KK Partizan Belgrad und dem dritten Platz in den Play-offs um die serbische Meisterschaft 2015 sportlich erkämpft. In der folgenden Saison verpasste Metalac jedoch auf dem dritten Gruppenplatz der Hauptrunde den erneuten Einzug in die serbischen Play-offs und ist damit nicht mehr direkt qualifiziert für die ABA-Liga. Dies trifft den Verein zu einem ungünstigen Zeitpunkt, da die Arena Valjevo nach diversen Verzögerungen und langjähriger Bautätigkeit 2016 in Betrieb genommen werden soll.

## Bekannte Spieler
| - Stefan Birčević 2007–2011 - Reggie Freeman 2009 - Marko Ljubičić 2010/11, 2014/15 - Kimani Ffriend 2012 - Vladimir Dašić 2013 - Slavko Vraneš 2013, 2015 |